# Ordynariat Polowy Peru
Ordynariat Polowy Peru – rzymskokatolicka diecezja wojskowa ze stolicą w Limie, w Peru.